# 洪格巴赫河 (安珀河支流)
47°47′16″N 11°7′18″E / 47.78778°N 11.12167°E

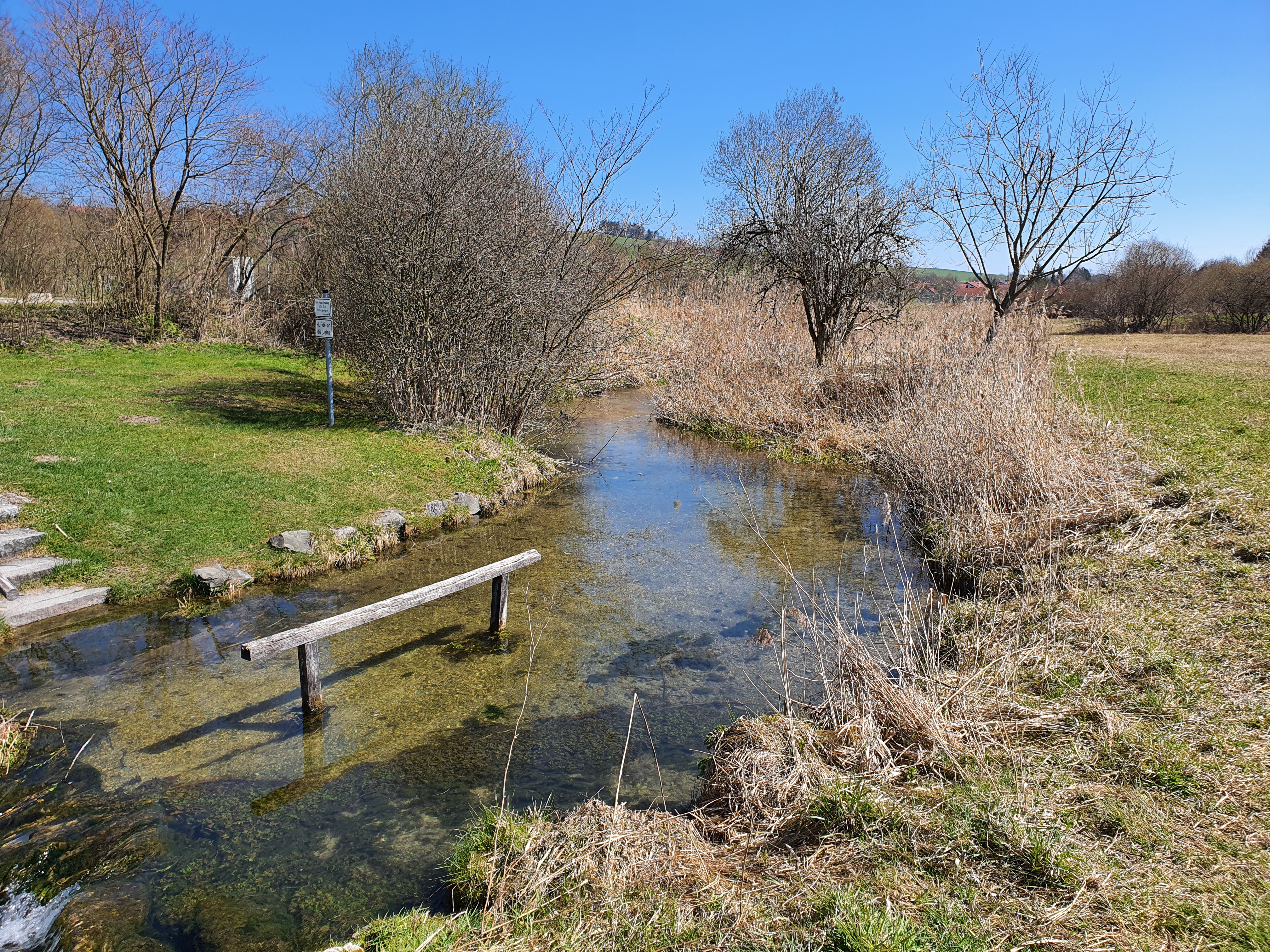

洪格巴赫河（德語：Hungerbach），是德國的河流，位於該國東南部，由巴伐利亞負責管轄，屬於安珀河的右支流，河道全長6.1公里，流域面積48.6平方公里，發源自胡格爾芬。